# P.I.M.P.
"P.I.M.P." is de derde single van het debuutalbum Get Rich or Die Tryin' van Amerikaanse rapper 50 Cent. Het nummer is geproduceerd door Kon Artis (Mr. Porter als producernaam), lid van D12, de 'gang' van Eminem. De track was net als zijn twee voorgangers "In Da Club" en "21 Questions" een succes. In de VS bereikte het nummer de 3e positie, in Engeland de 5e en in de United World Chart de 6e. In de Nederlandse Top 40 kwam de track op 8, in de Belgische Ultratop 50 op 10.
De single is eigenlijk niet de originele versie van "P.I.M.P.", maar de remix. Ook de video van de track bevat de remix, met 1 couplet van 50 Cent, één van Snoop Dogg, en de laatste door G-Unit leden Lloyd Banks en Young Buck. De video werd geregisseerd door Chris Robinson, en is veelbesproken vanwege de topless vrouwen die in de video zitten. Na veel commentaar op MTV besloot de muziekzender de video niet meer uitzenden, wat 50 dwong om een gecensureerde versie van de video te maken.

## Charts
| Chart                               | Hoogste positie |
| ----------------------------------- | --------------- |
| Australische ARIA Single Top 50     | 1               |
| Belgische Ultratop 50               | 10              |
| Canadese Single Top 50              | 1               |
| Deense Single Top 40                | 5               |
| Duitse Single Top 100               | 5               |
| Engelse Single Top 75               | 5               |
| Finse Single Top 20                 | 10              |
| Franse Single Top 100               | 25              |
| Griekse Single Chart                | 7               |
| Ierse Single Top 50                 | 4               |
| Italiaanse Single Top 50            | 10              |
| Nederlandse Top 40                  | 8               |
| Nieuw-Zeeland Single Top 40         | 2               |
| Noorse Single Top 20                | 4               |
| Oostenrijkse Single Top 75          | 12              |
| United World Chart                  | 6               |
| VS Billboard Hot 100                | 3               |
| VS Hot R&B/Hip-Hop Singles & Tracks | 2               |
| VS Hot Rap Tracks                   | 1               |
| Zweedse Single Top 60               | 8               |
| Zwitserse Single Top 100            | 4               |

| "P.I.M.P." in de Billboard Hot 100 | "P.I.M.P." in de Billboard Hot 100 | "P.I.M.P." in de Billboard Hot 100 | "P.I.M.P." in de Billboard Hot 100 | "P.I.M.P." in de Billboard Hot 100 | "P.I.M.P." in de Billboard Hot 100 | "P.I.M.P." in de Billboard Hot 100 | "P.I.M.P." in de Billboard Hot 100 | "P.I.M.P." in de Billboard Hot 100 | "P.I.M.P." in de Billboard Hot 100 | "P.I.M.P." in de Billboard Hot 100 | "P.I.M.P." in de Billboard Hot 100 | "P.I.M.P." in de Billboard Hot 100 | "P.I.M.P." in de Billboard Hot 100 | "P.I.M.P." in de Billboard Hot 100 | "P.I.M.P." in de Billboard Hot 100 | "P.I.M.P." in de Billboard Hot 100 | "P.I.M.P." in de Billboard Hot 100 | "P.I.M.P." in de Billboard Hot 100 | "P.I.M.P." in de Billboard Hot 100 | "P.I.M.P." in de Billboard Hot 100 | "P.I.M.P." in de Billboard Hot 100 | "P.I.M.P." in de Billboard Hot 100 | "P.I.M.P." in de Billboard Hot 100 | "P.I.M.P." in de Billboard Hot 100 | "P.I.M.P." in de Billboard Hot 100 | "P.I.M.P." in de Billboard Hot 100 |
| Week                               | 1                                  | 2                                  | 3                                  | 4                                  | 5                                  | 6                                  | 7                                  | 8                                  | 9                                  | 10                                 | 11                                 | 12                                 | 13                                 | 14                                 | 15                                 | 16                                 | 17                                 | 18                                 | 19                                 | 20                                 | 21                                 | 22                                 | 23                                 | 24                                 | 25                                 | 26                                 |
| ---------------------------------- | ---------------------------------- | ---------------------------------- | ---------------------------------- | ---------------------------------- | ---------------------------------- | ---------------------------------- | ---------------------------------- | ---------------------------------- | ---------------------------------- | ---------------------------------- | ---------------------------------- | ---------------------------------- | ---------------------------------- | ---------------------------------- | ---------------------------------- | ---------------------------------- | ---------------------------------- | ---------------------------------- | ---------------------------------- | ---------------------------------- | ---------------------------------- | ---------------------------------- | ---------------------------------- | ---------------------------------- | ---------------------------------- | ---------------------------------- |
| Nummer                             | 70                                 | 60                                 | 51                                 | 48                                 | 30                                 | 28                                 | 18                                 | 17                                 | 13                                 | 7                                  | 7                                  | 4                                  | 3                                  | 4                                  | 4                                  | 8                                  | 8                                  | 6                                  | 7                                  | 7                                  | 10                                 | 11                                 | 15                                 | 20                                 | 37                                 | uit                                |